# 梁丹美
梁丹美（1934年—），廣東順德人，中國畫家。繪畫技巧乃承家學，善畫水墨、花鳥、人物，除水墨，亦長於水彩畫。曾應邀參加大小展出多次，1970年獲中國畫學會水彩金爵獎。曾任中國畫學會理事、中國美術協會理事等職。

## 外部連結
- 拓展台灣數位典藏網[永久]